# 브라티슬라바 동물원
브라티슬라바 동물원(슬로바키아어: Zoologická záhrada Bratislava)은 슬로바키아 브라티슬라바에 있는 동물원이다. 1960년에 개장한 이 동물원은 슬로바키아에서 두 번째로 오래된 동물원이다.